# Sotogayoso
Sotogayoso es una localidad perteneciente al municipio de Vega de Valcarce, en la comarca leonesa del Bierzo. Se encuentra ubicada al sureste de la capital municipal, a una altitud de unos 875 metros. Su población, en 2021, es de 8 habitantes.

## Topónimo
Hay, al menos, dos teorías acerca del origen del topónimo Sotogayoso. Una de ellas lo establece en un presunto Santo Gayoso, mientras que la otra dice que deriva del latín Saltum Gaudiosum.

## Historia
A principios del siglo XV, la localidad pertenecía al monasterio benedictino de San Julián de Samos. En 1431 fue cedida en foro a Pedro Álvarez Osorio, quien años más tarde sería conde de Lemos.
En 1834, cuando por primera vez en España se dividió el territorio nacional en partidos judiciales, Sotogayoso quedó adscrito al partido judicial de Villafranca del Bierzo. En 1966 se suprimió el partido judicial de Villafranca del Bierzo quedando Sotogayoso adscrito al partido judicial de Ponferrada.
En 1858 contaba con la categoría de lugar y 114 habitantes.

## Comunicaciones
La carretera LE-5125 comunica Sotogayoso con La Portela de Valcarce. Se trata de una carretera que salva un importante desnivel en una corta distancia por lo que cuenta con pronunciadas pendientes.

## Otros lugares de interés
El vértice geodésico de Cruz de Soto se encuentra en el monte homónimo, muy cerca del casco urbano de Sotogayoso.